# Гримметт, Марк
Марк Гримметт (англ. Mark Grimmette; 23 января 1971, Анн-Арбор, США) — американский саночник, выступавший за сборную США с 1990 по 2010 год. Принимал участие в пяти зимних Олимпийских играх и выиграл две медали, бронзу игр 1998 года в Нагано и серебро игр 2002 года в Солт-Лейк-Сити — обе в парных мужских заездах. На протяжении почти всей карьеры выступал в паре с Брайаном Мартином. Нёс знамя на церемонии открытия зимних Олимпийских игр 2010 года в Ванкувере.
Марк Гримметт является обладателем девяти медалей чемпионатов мира, в его послужном списке две серебряные награды (смешанные команды: 2004, 2005) и семь бронзовых (парные заезды: 1999, 2000, 2004, 2005, 2007, 2009; смешанные команды: 2001). Трижды выигрывал общий зачёт Кубка мира, наиболее успешными для него стали сезоны 1997—1998, 1998—1999 и 2002—2003.
Закончил карьеру профессионального спортсмена в 2010 году, сразу после Олимпийских игр в Ванкувере, официально объявив об этом 17 марта. 29 апреля Гримметта назначили главой американской программы санного спорта, а также главным тренером национальной сборной. Ныне живёт и работает в городе Лейк-Плэсид, в свободное от работы время занимается садоводством и плаванием, любит фильмы из серии «Звёздные войны».